# Engagement, renouveau et ordre
L'Engagement, renouveau et ordre (en espagnol : Compromiso, Renovación y Orden ; abrégé en CREO) est un parti politique de droite guatémaltèque. Il est fondé en 2010 et enregistré en 2011.

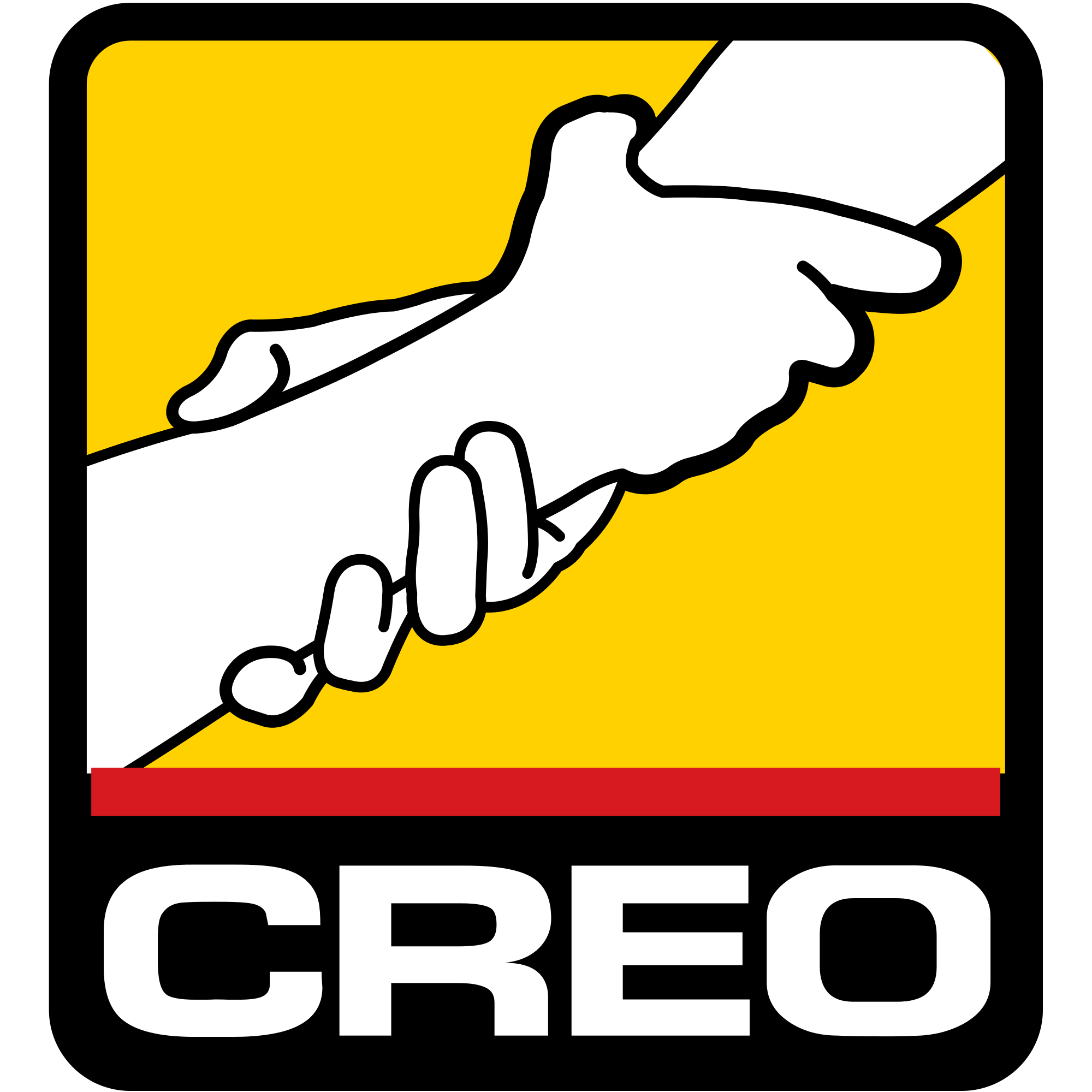
Logo de CREO de 2011.

Le parti est fondé et dirigé par l'économiste, entrepreneur Rodolfo Neutze Aguirre.

## Histoire
L'Engagement, renouveau et ordre (CREO) est fondé le 27 octobre 2010. À l'élection présidentielle de 2011, il nomme Eduardo Suger comme candidat à la présidence ; Suger termine troisième avec 16% des voix. Aux élections législatives, le parti termine cinquième avec 9% des voix, remportant 12 des 158 sièges.
Lors des élections générales de 2015, le parti conclut un pacte électoral avec le Parti unioniste. Aux élections législatives, l'alliance obtient 5,73% des voix, remportant cinq sièges au Congrès. Son candidat à la présidence, le chef Roberto González Díaz-Durán, obtient 3,48% des voix.
À l'élections législatives de 2015, le parti reçoit 4,41 % des voix du Congrès et remporte six sièges. Sa nomination présidentielle, avec Julio Héctor Estrada et Yara Argueta candidats respectivement à la présidence et à la vice-présidence, axe sa campagne sur le renforcement des institutions de l'État et la réforme du système pénal, y compris la construction d'une prison de haute sécurité dans le nord du Guatemala et obtient 3,77% des voix.
Lors de l'élection présidentielle de 2023, le parti nomme l'ancien ministre de la Santé Francisco Arredondo comme candidat à la présidence et l'ancien ministre de la Défense Francisco Bermúdez comme candidat à la vice-présidence. Le 21 mars, le Tribunal électoral annonce qu'il rejette la candidature en raison de « problèmes juridiques » d'Arridondo. CREO dépose un appel juridique pour annuler la décision du tribunal électoral, enfin, les magistrats acceptent l'appel et enregistrent Arredondo comme candidat à la présidence.

## Résultats électoraux

### Élections présidentielles
| Année | Candidats                   | Candidats              | Premier tour | Premier tour | Second tour | Second tour | Statut  |
| Année | Président                   | Vice-président         | Voix         | %            | Voix        | %           | Statut  |
| ----- | --------------------------- | ---------------------- | ------------ | ------------ | ----------- | ----------- | ------- |
| 2011  | Eduardo Suger               | Laura Reyes            | 737 452      | 16,56        |             |             | Non élu |
| 2015  | Roberto González Díaz-Durán | Rodolfo Neutze Aguirre | 166 960      | 3,48         | Non élu     |             |         |
| 2019  | Julio Héctor Estrada        | Yara Argueta           | 165 031      | 3,77         | Non élu     |             |         |
| 2023  | Francisco Arredondo         | Francisco Bermúdez     | 41 948       | 1,00         | Non élu     |             |         |

### Élections législatives
| Année | Liste nationale | Liste nationale | Districts | Districts | Sièges   | +/- |
| Année | Voix            | %               | Voix      | %         | Sièges   | +/- |
| ----- | --------------- | --------------- | --------- | --------- | -------- | --- |
| 2011  | 382 730         | 8,73            | 409 050   | 9,25      | 12 / 158 | Nv  |
| 2015  | 261 040         | 5,73            | 269 939   | 5,76      | 5 / 158  | 7   |
| 2019  | 177 681         | 4,41            | 189 654   | 4,52      | 6 / 160  | 1   |
| 2023  | 84 667          | 2,03            | 102 421   | 2,29      | 3 / 160  | 3   |